# NGC 4954
NGC 4954 (również NGC 4972, PGC 44988 lub UGC 8157) – galaktyka soczewkowata (S0), znajdująca się w gwiazdozbiorze Smoka.
Galaktykę tę odkrył William Herschel 22 listopada 1797 roku. Niezależnie odkrył ją John Herschel 5 maja 1831 roku i skatalogował jako nowo odkryty obiekt, gdyż obliczona przez niego pozycja różniła się od pozycji podanej przez Williama Herschela (która jak się później okazało była niedokładna). John Dreyer w swoim New General Catalogue skatalogował obie te obserwacje jako, odpowiednio, NGC 4972 i NGC 4954.